# Округ Зборов
Округ Зборов (нем. Bezirk Zborów, Зборовский уезд, пол. Powiat zborowski) — административная единица коронной земли Королевства Галиции и Лодомерии в составе Австро-Венгрии, существовавшая в 1904—1918 годах. Административный центр — Зборов.
Округ был создан 1 сентября 1904 года выделением части территории Округа Злочев.
По переписи 1910 года район Зборов занимал площадь 637 км² и включал в себя 59 муниципальных образований, а также 44 кадастровых участков (Gutsgebieten). Население в 1900 году составляло 54972 человек, а 1910 году — 60665 человек. Большинство жителей (68 %) говорили на русинском языке (ruthenischer Umgangssprache) и были грекокатоликами, евреи составляли около 10 % населения.
С 1 сентября 1911 года судебный округ Заложцы из Округа Броды был передан округу Зборов.
После Первой мировой войны округ вместе со всей Галицией перешёл к Польше.